# Здравец (Разградская область)
Здравец (болг. Здравец) — село в Болгарии. Находится в Разградской области, входит в общину Самуил. Население составляет 422 человека.

## Политическая ситуация
В местном кметстве Здравец, в состав которого входит Здравец, должность кмета (старосты) исполняет Вежди Мустафа Юсуф (независимый) по результатам выборов.
Кмет (мэр) общины Самуил — Бейтула Сали Мюмюн (коалиция партий: Движение за права и свободы (ДПС), Земледельческий народный союз (ЗНС), национальное движение «Симеон Второй» (НДСВ)) по результатам выборов.